# Mildred B. Davis
Mildred B. Davis (New York, 27 luglio 1930) è una scrittrice statunitense la cui produzione rientra nel genere giallo.

## Biografia
Ha esordito con The Room Upstairs che ha vinto l'Edgar Award per la migliore opera prima. In seguito, Mildred Davis ha scritto la sceneggiatura dell'omonimo episodio nell'ambito della serie televisiva Studio One, seconda stagione, andato in onda nel 1950
Autrice di quindici romanzi tra il 1948 e il 1977, si è avvalsa per gli ultimi titoli della collaborazione della figlia Katherine Davis Roome. Per trent'anni è rimasta inattiva, poi, dal 2006, su impulso della figlia, ha dato al pubblico una serie di tre romanzi, dal titolo Murder in Maine, sino ad allora rimasti manoscritti.

## Opere
- The Room Upstairs, 1948
- They Buried a Man, 1953
- Suicide Hour,  1954
- The Dark Place, 1955
- The Voice on the Telephone, 1964
- The Sound of Insects,  1966
  - I peccati non muoiono mai, Mondadori, Milano 1976
- Strange Corner, 1967
- Walk Into Yesterday (altro titolo: Nightmare of Murder, 1967)
- The Third Half, 1969
- Three Minutes to Midnight, 1971
  - Tre minuti a mezzanotte, Longanesi, Milano 1974
- The Invisible Boarder, 1974
  - Appuntamento col destino, Mondadori, Milano 1976
- Tell Them What's-Her-Name Called, 1975
  - In memoria di quella là, Mondadori, Milano 1977
- Scorpion 1977
  - Scorpion, Mondadori, Milano 1979
- Lucifer Land (scritto insieme alla figlia Katherine Roome, 1977)
- Murder in Maine: The Avenging of Nevah Wright (scritto insieme alla figlia Katherine Roome, 2006)
- Murder in Maine: The Fly Man Murders (scritto insieme alla figlia Katherine Roome, 2007)
- Murder in Maine: The Butterfly Effect (scritto insieme alla figlia Katherine Roome, 2008)